# Mont Boennighausen
El Mont Boennighausen és una muntanya coberta de gel que es troba a la serralada Ames, a la terra de Marie Byrd de l'Antàrtida. El cim s'eleva fins als 2.970 msnm, cosa que el converteix en el segon cim més alt de la serralada rere el mont Andrus. Es troba a 7 km al sud-sud-oest del mont Kosciusko. Fou cartografiat pel Servei Geològic dels Estats Units a partir de reconeixements i fotografies aèries fetes per la Marina dels Estats Units entre 1959 i 1965. Fou batejat per l'Advisory Committee on Antarctic Names en record del tinent comandant Thomas L. Boennighausen, oficial de l'estació de McMurdo el 1966.